# 洛伊克·普雷沃
洛伊克·普雷沃（法語：Loïc Prévot，法語發音：[lɔik pʁevo]；1998年2月10日—），法国男子田径运动员，2019年欧洲团体田径锦标赛男子4×400米接力银牌得主、2022年欧洲田径锦标赛男子4×400米接力铜牌得主、2023年世界田径锦标赛男子4×400米接力银牌得主。